# Dante Majorana Calatabiano

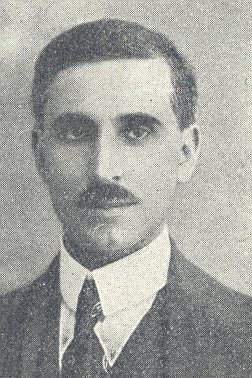
Hoogleraar Majorana Calatabiano

Dante Majorana Calatabiano (Catania, 25 mei 1874 – aldaar, 11 mei 1955), was hoogleraar publiekrecht en rector aan de universiteit van Catania, in het koninkrijk Italië en nadien republiek Italië. Voor de Tweede Wereldoorlog was Majorana afgevaardigde (1924-1929) in Rome voor de fascistische partij van Benito Mussolini.

## Levensloop
Zijn ouders waren Salvatore Majorana Calatabiano, econoom en senator voor het leven, en diens tweede vrouw Rosa Campisi. Majorana was een oom van Ettore Majorana, de natuurkundige die als eerste het Majorana-deeltje beschreef.
Majorana behaalde het diploma in de rechtsgeleerdheid aan de universiteit van Catania, Sicilië. Hij legde zich toe op het publiekrecht. Circa 1905 werd hij hoogleraar administratief recht en administratieve wetenschappen aan de universiteit van Catania.
Hij maakte een politieke carrière, eerst als gemeenteraadslid in Catania, later vanaf 1924 gecombineerd met een zetel in de Camera dei Deputati in Rome. Majorana zetelde als afgevaardigde voor de fascistische partij van Mussolini. In het parlement hield hij zich onder meer bezig met de weduwen van soldaten in de Eerste Wereldoorlog en met de situatie van de petroleumindustrie. In 1929 stopte zijn politieke carrière in Rome.
Van 1943 tot 1944 was hij decaan van de Faculteit Economie. Van 1944 tot 1947 was hij rector van de universiteit van Catania.